# Hrgovec
Hrgovec je naselje u Hrvatskoj u sastavu općine Svetog Petra Orehovca. Nalazi se u Koprivničko-križevačkoj županiji. 

## Zemljopis
Jugozapadno su Sveti Petar Orehovec, Orehovec, Mikovec i Črnčevec, sjeveroistočno su Dedina i Žibrinovec, istočno je rječica, jugoistočno su Zamladinec, Bočkovec,  Piškovec, a južno je Selanec.

## Stanovništvo
| broj stanovnika | 48    | 53    | 48    | 45    | 65    | 70    | 75    | 67    | 55    | 57    | 61    | 44    | 42    | 34    | 24    | 22    | 26    |
|                 | 1857. | 1869. | 1880. | 1890. | 1900. | 1910. | 1921. | 1931. | 1948. | 1953. | 1961. | 1971. | 1981. | 1991. | 2001. | 2011. | 2021. |